# European Family Therapy Association
Die European Family Therapy Association (EFTA) wurde offiziell 1990 gegründet – als Initiative des European Family Therapy Network, eines informellen Zusammenschlusses von Familientherapeuten, die sich seit 1983 auf verschiedenen Konferenzen trafen und 1986 zusammenschlossen. In den ersten Jahren des Bestehens konnten der EFTA ausschließlich Individualmitglieder aus Europa und Israel beitreten, seit der Budapester Konferenz im Jahr 2001 verfügt die Organisation über drei Kammern:
- Chamber of Individual Members (CIM), die Kammer für Individualmitglieder (derzeit rund 900 Familientherapeuten aus 29 Ländern)
- Chamber of National Associations (NFTO), die Kammer für nationale Organisationen (derzeit 26 Institutionen)
- Chamber of Training Institutes (TIC), die Kammer für Ausbildungseinrichtungen

Die Kammern werden derzeit geleitet von Malvina Tsounaki (Griechenland), Monica Whyte (Irland) und Mony Elkaim (Belgien). Ziele der EFTA sind die europaweite Vernetzung von systemischen und Familientherapeuten, Festlegung von Qualitätsstandards und ethischen Richtlinien, Verbesserung von Akzeptanz, Ausbildung und Zugang zur Familientherapie sowie die Förderung einschlägiger Forschung.
Sitz des Vereins ist Brüssel.

## Präsidenten
- 2001–2004 Juan Luis Linares, Spanien
- 2004–2010 Arlene Vetere, Großbritannien
- 2010–2013 Kyriaki Polychroni, Griechenland
- seit 2013 Maria Borcsa, Deutschland